# René Weil
Pour les articles homonymes, voir Weil.
René Weil (Hanoï, 20 novembre 1917 - Mort pour la France à Uigh el Kebir, 26 décembre 1942) est un militaire français, Compagnon de la Libération. Aviateur avant le début de la Seconde Guerre mondiale, il s'engage dans les Forces aériennes françaises libres et participe aux combats d'Afrique du Nord pendant lesquels il est tué lors d'un bombardement.

## Biographie

### Jeunesse et engagement
René Weil naît le 20 novembre 1917 à Hanoï, alors en Indochine française, d'un père ayant fui l'Alsace annexée à la fin du XIXe siècle. Orphelins en 1925, son frère et ses deux sœurs sont envoyés en France où les deux frères entrent dans un orphelinat de Coutances dans la Manche. Après des études en école normale, sa passion pour l'aviation le pousse cependant à choisir une carrière militaire et à s'engager à l'école de pilotage d'Istres. Il en sort en octobre 1936 avec son brevet de pilote militaire.

### Seconde Guerre mondiale
René Weil est basé en Afrique-Occidentale française au moment du déclenchement de la Seconde Guerre mondiale. Après l'armistice du 22 juin 1940, il cherche à poursuivre le combat. Le 10 septembre 1940, à bord d'un Potez 25, il s'enfuit de Gao au Mali et gagne le Nigeria, colonie britannique, où il peut s'engager dans les Forces aériennes françaises libres. Affecté au Détachement permanent des forces aériennes du Tchad, il participe au début de l'année 1941 à la bataille de Koufra où il fournit un appui aérien aux attaques de la colonne Leclerc.
En 1942, lors de la création du Groupe de bombardement Bretagne, René Weil y est muté dans l'escadrille "Nantes". Au sein de sa nouvelle unité, il participe aux importantes opérations ayant lieu dans la région de Mourzouq en Libye et est promu adjudant en mars 1942. Quelques mois plus tard, il prend part à la reconquête du Fezzan. Le 26 décembre, il s'envole pour sa 19e mission de guerre à bord d'un Glenn Martin. Au dessus de l'oasis de Gatrone, son appareil est touché par la DCA et il a le pied sectionné. Parvenant dans un premier temps à maintenir son bombardier en vol, il perd finalement connaissance et c'est son navigateur, le sous-lieutenant Jean Netter, qui doit ramener l'appareil vers la base de Uigh El Kébir. Encore en vie au moment de l'atterrissage, René Weil meurt quelques heures plus tard, victime d'une importante hémorragie. Il est inhumé au cimetière militaire français de Zouar au Tchad,.

## Décorations
|  |  |  |

| Compagnon de la Libération | Compagnon de la Libération | Croix de guerre 1939-1945 | Croix de guerre 1939-1945 | Médaille coloniale | Médaille coloniale |